# Foursquare
Foursquare是一个提供用户定位的社交網絡服務，它提供移动设备软件和游戏。用户可以使用移动设备或通过发送消息等方法，在某个实际的地点“登入（check-in）”。每次使用者在新地點報告時，他們便可以拿到數位獎品或是數位徽章作為獎勵。未來有機會對兌換成實質商品。服务的创始人是Dennis Crowley和Naveen Selvadurai。Foursquare曾被互联网巨头雅虎公司以1亿2500万美元的价格求购，但未实现交易。
从2011年开始，每年的4月16日是纽约市的“Foursquare日” 。

## 中国大陆封锁
2010年6月4日，Foursquare被中国大陆防火长城封锁。媒体猜测的原因是当天有大量中国用户在天安门广场签到并发布关于六四事件的言论。
2011年，Foursquare技术变更，更换IP地址及缺省使用HTTPS，中国恢复可直接访问。